# Luc Hoffmann
Hans Lukas "Luc" Hoffmann (Basilea, 23 de enero de 1923–Camarga, 21 de julio de 2016) fue un ornitólogo, conservacionista y filántropo suizo. Fue cofundador de la organización Fondo Mundial para la Naturaleza, ayudó a establecer el Convenio de Ramsar para la protección de los humedales. Es autor de más de 60 libros, la mayoría relacionados con la ornitología. 